# グラーツ市電260形電車
260形は、かつてオーストリアの路面電車であるグラーツ市電に在籍していた電車。同路線初の連接車（2車体連接車）として導入され、1960年代から2010年代まで長期に渡り使用された。この項目では、260形を改造し3車体連接車とした580形についても解説する。

## 260形
1960年、オーストリア運輸省は同国で使用される鉄道車両に対し、25 km/hを超える運用に適した制動装置（レールブレーキ）の装備を義務付けた。これに伴い、グラーツ市電では第二次世界大戦以前に製造された、レールブレーキの搭載に適さない旧型車両の置き換えが急務となった。そこでこれらの車両の代替として1961年に発注が行われたのが、グラーツ市電初の連接車となった260形である。
ドイツの鉄道車両メーカーであったデュッセルドルフ車両製造（現：デュワグ）が各都市に生産していた路面電車車両（デュワグカー）をライセンス生産した片運転台式の2車体連接車で、製造を手掛けたのはオーストリアに工場を有したローナー（現：アルストム）とシメリング・グラーツ・パウカー（SGP）（現：シーメンス）であった。

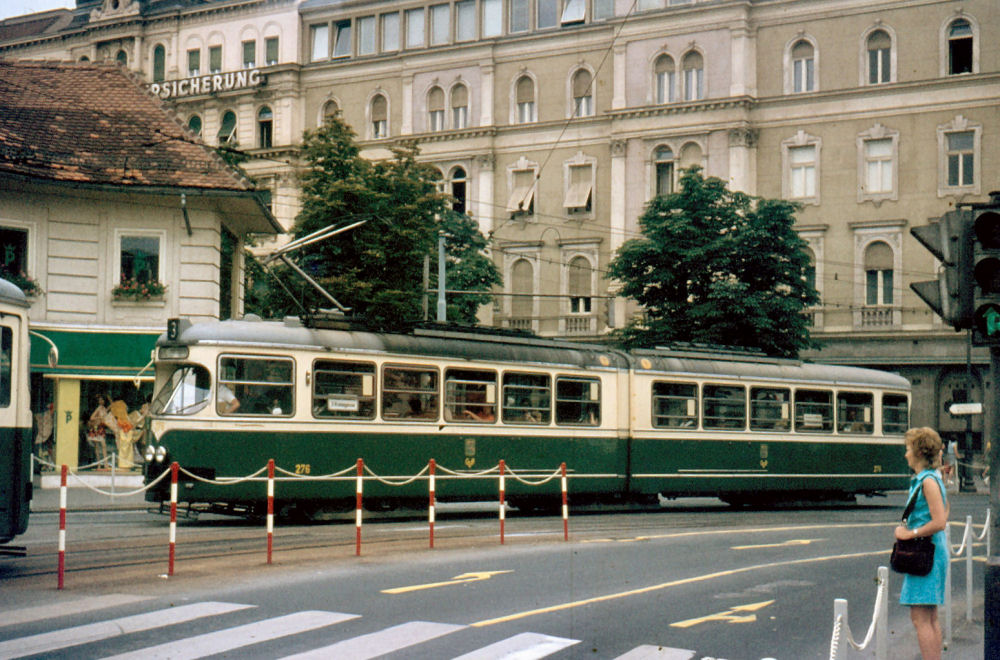
車体左側に乗降扉は設置されていない（1971年撮影）
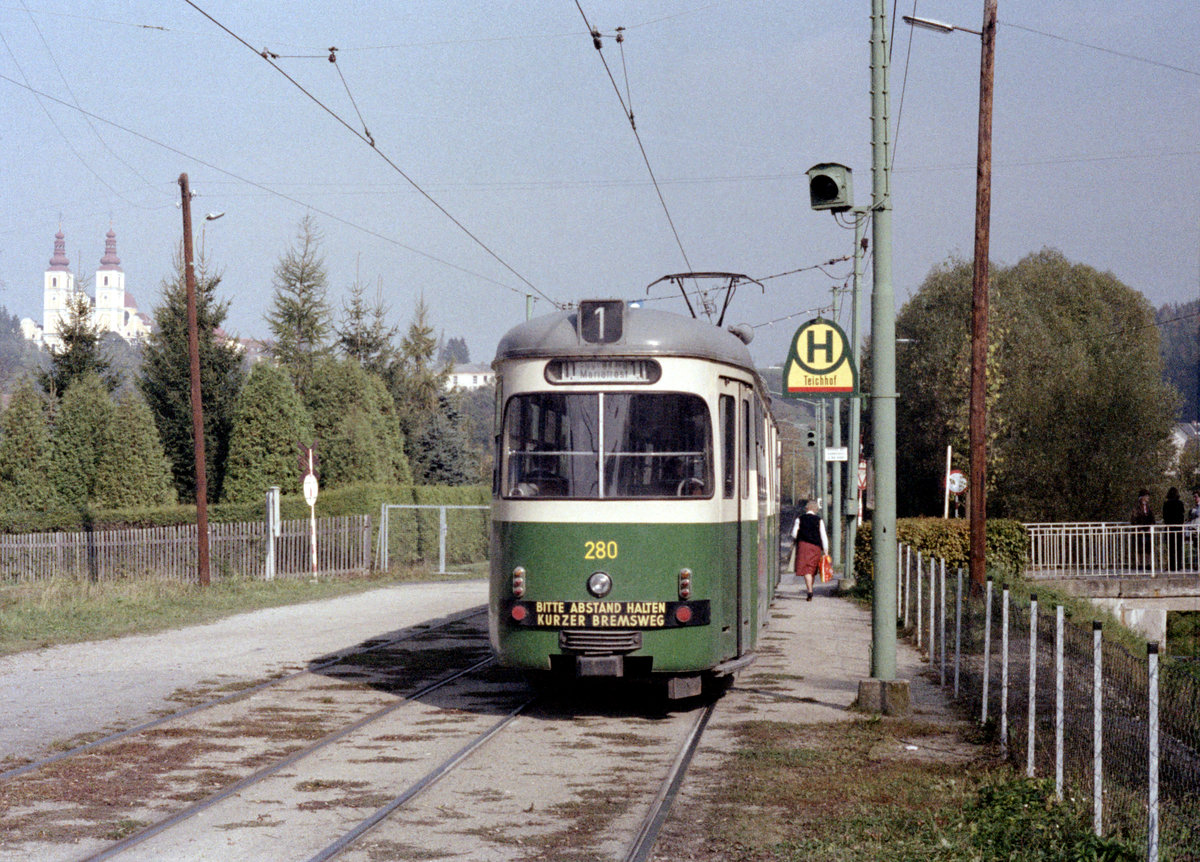
後方（1978年撮影）

1963年に13両（ローナー、SGP製）が製造され、同年3月29日から営業運転を開始した後、1965年 - 1966年にも10両（SGP製）が増備され、戦前製の旧型車両は置き換えられた。製造当初は前照灯が2個並んで設置されていたが、1986年までに1個に減らされた。また、1969年から1975年にかけて、製造当初から搭載済みだった1両（283）を除き、シーメンスが開発した「SIMATIC」を用いた自動速度制御（進段）システムが搭載された。以降も長期に渡って使用されたが、後継となる超低床電車の導入に伴い廃車が進み、2013年7月5日をもって営業運転を終了した。

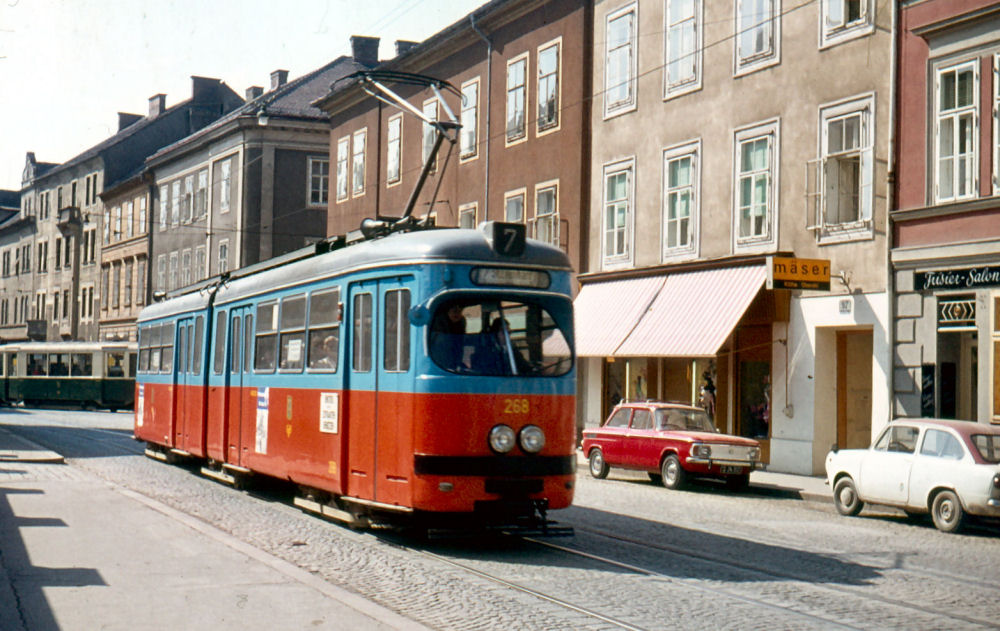
試験塗装（268） （1971年撮影）
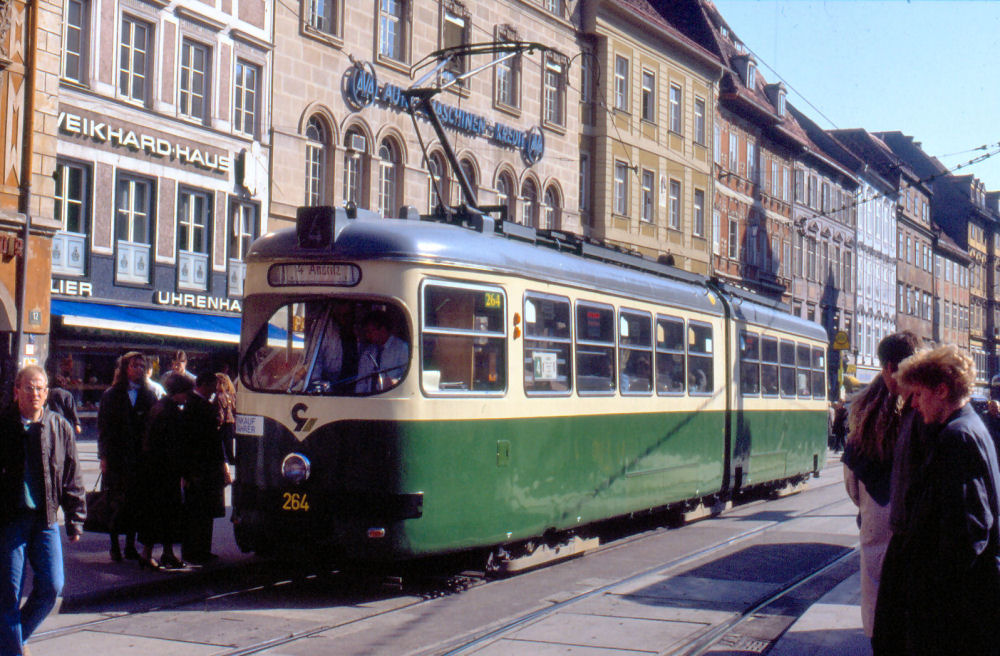
1986年までに前照灯は1個に減らされた（264） （1990年撮影）
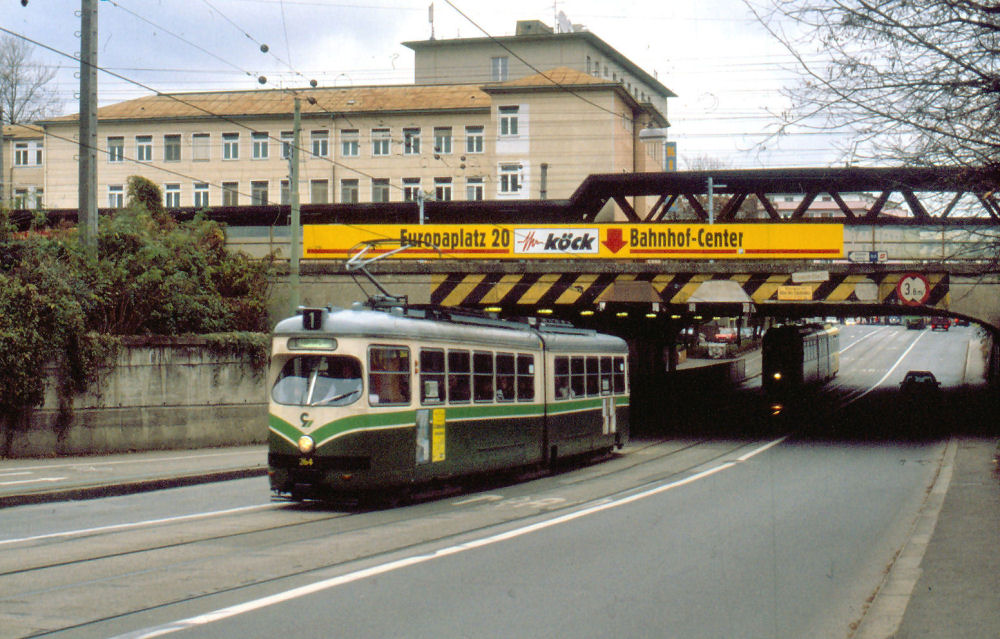
塗装変更後の車両（264） （1999年撮影）

引退後は1両（267）がグラーツ路面電車博物館で動態保存されている一方、4両については廃車後にルーマニアのブライラ市電（ブライラ）への譲渡が行われている。

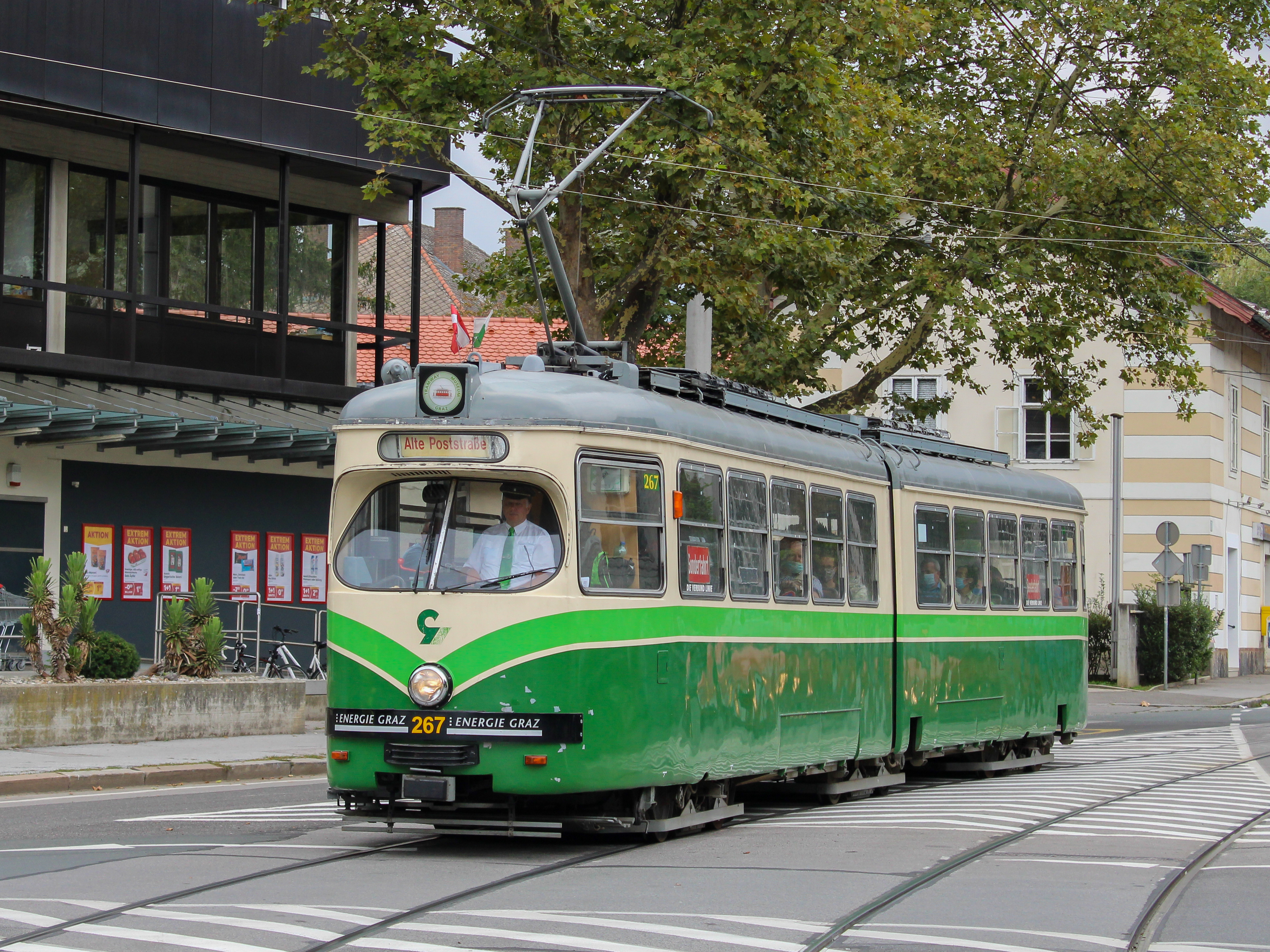
動態保存されている267（2020年撮影）
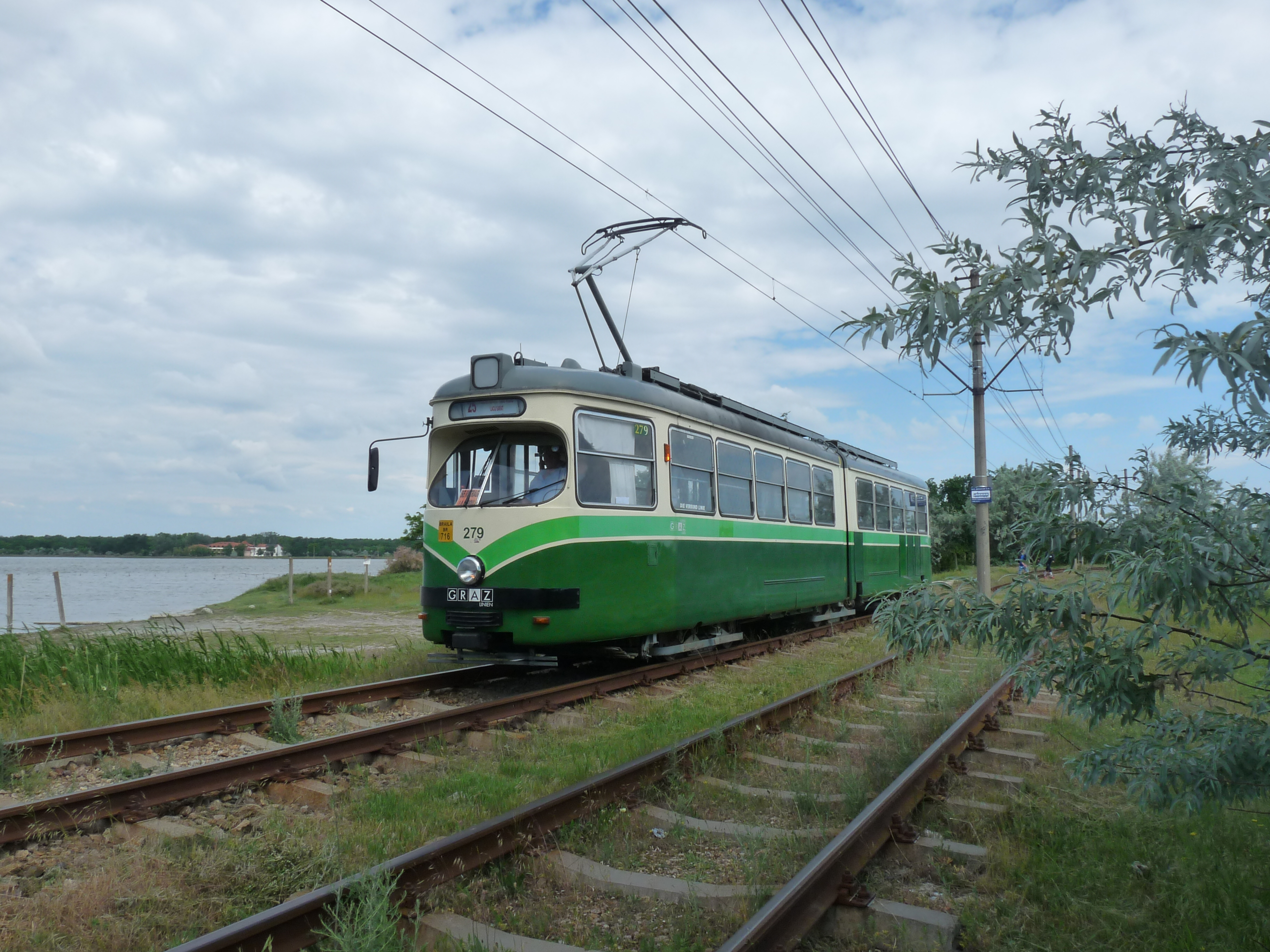
ブライラ市電へ譲渡後の260形（2017年撮影）
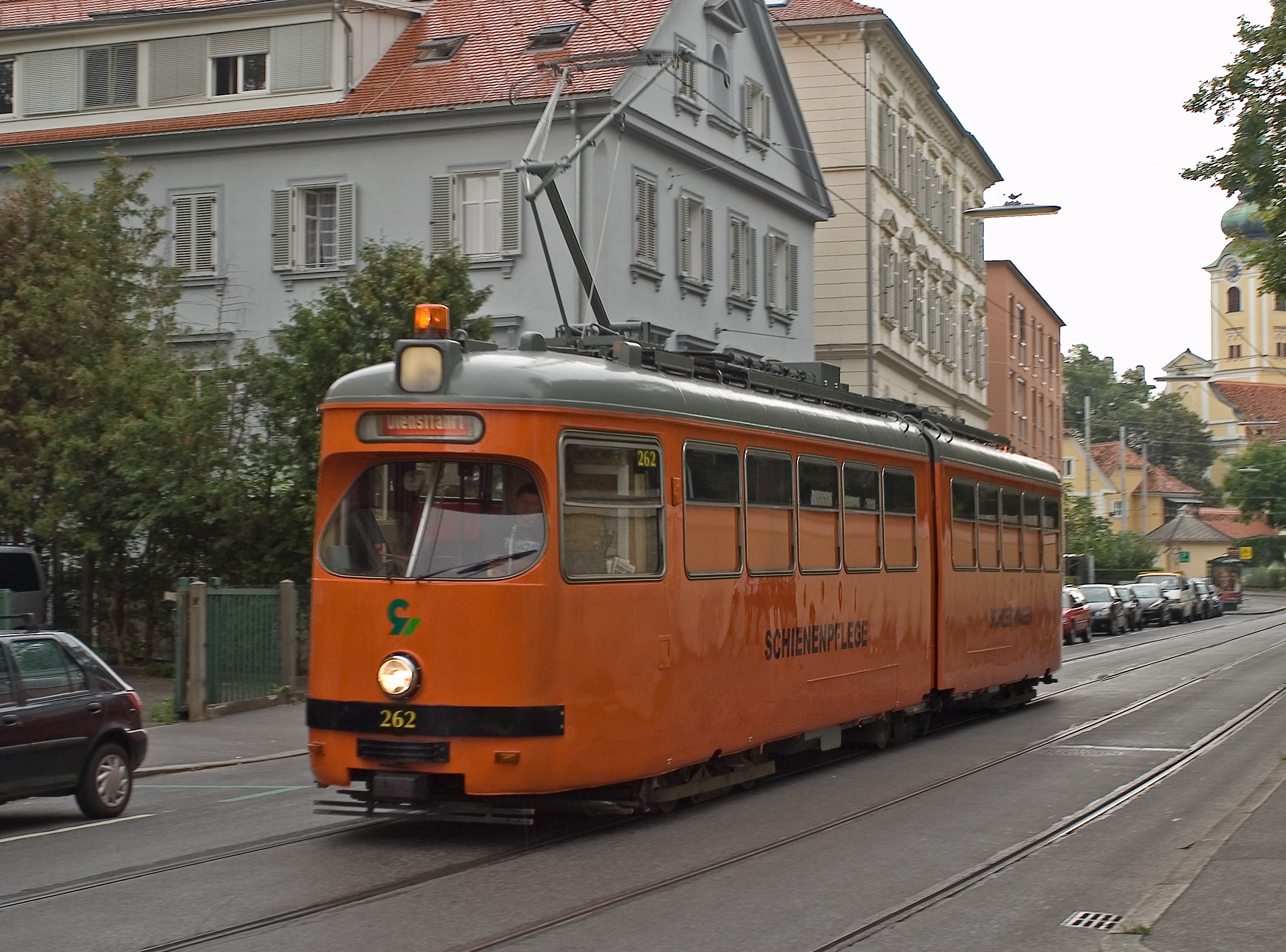
事業用車両へ改造された車両も存在した（262） （2007年撮影）

## 580形

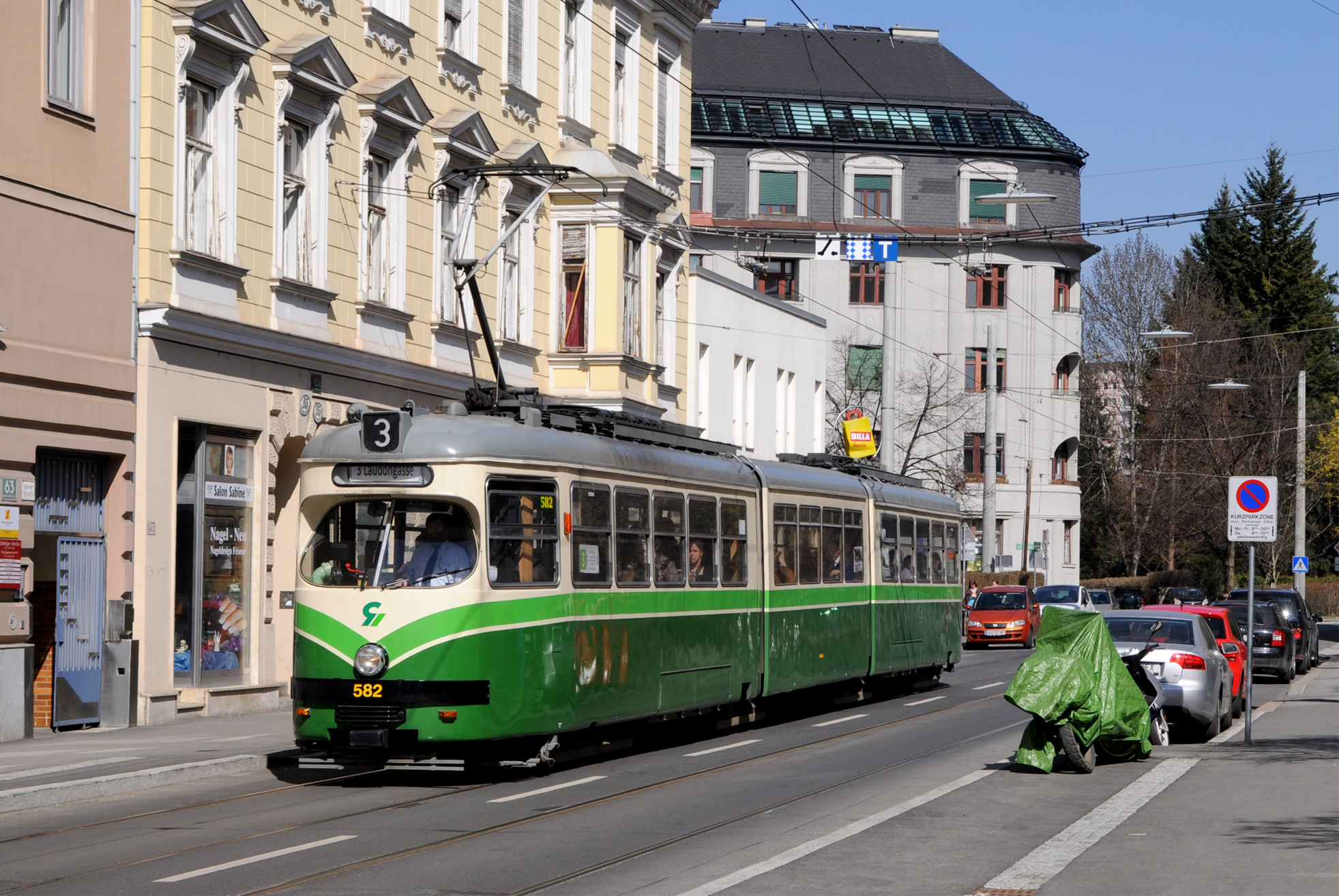
580形（582）

260形のうち4両（266、270、273、276）については、1997年から1998年にかけてドイツのヴッパータール市電（ヴッパータール）から譲渡され、1990年代に廃車となった550形の中間車体を流用し3車体連接車とする改造がグラーツ市電の車両工場で実施され、形式名も580形（581 - 584）へ改められた。そのうち2両（266、270）については事故により破損しており、580形への改造に合わせて前面部分の新造を始めとした復旧工事が行われた。
改造当初、挿入された中間車体は前後車体と異なり赤色や黄色で塗装されていたが、後年に同一の塗装へと変更された。これらの車両は2014年7月6日までグラーツ市電で使用され、廃車後は3両がブライラ市電へ譲渡されている。

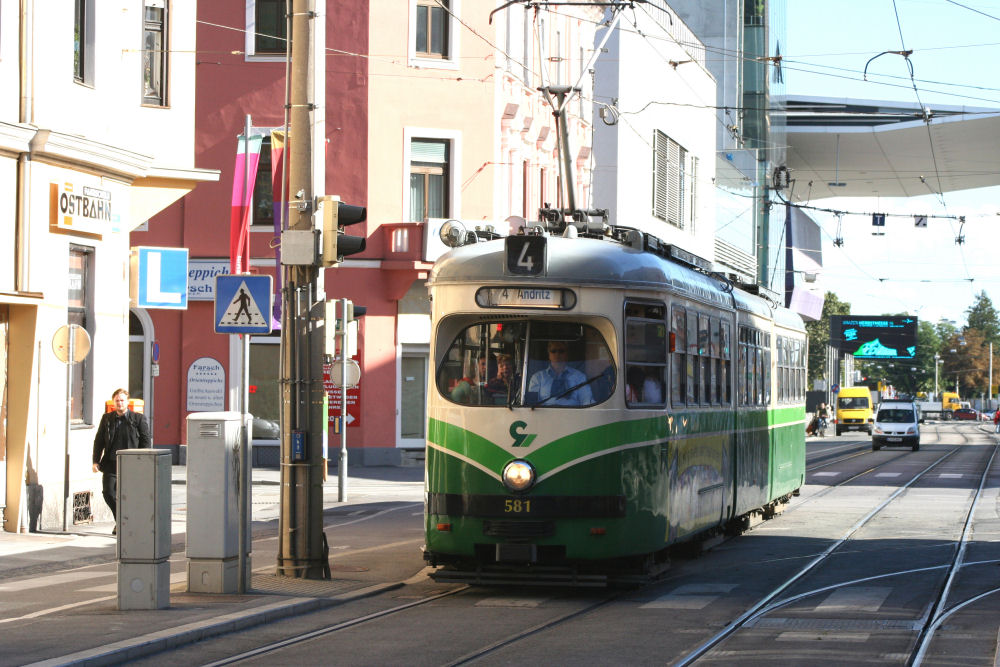
581（2010年撮影）
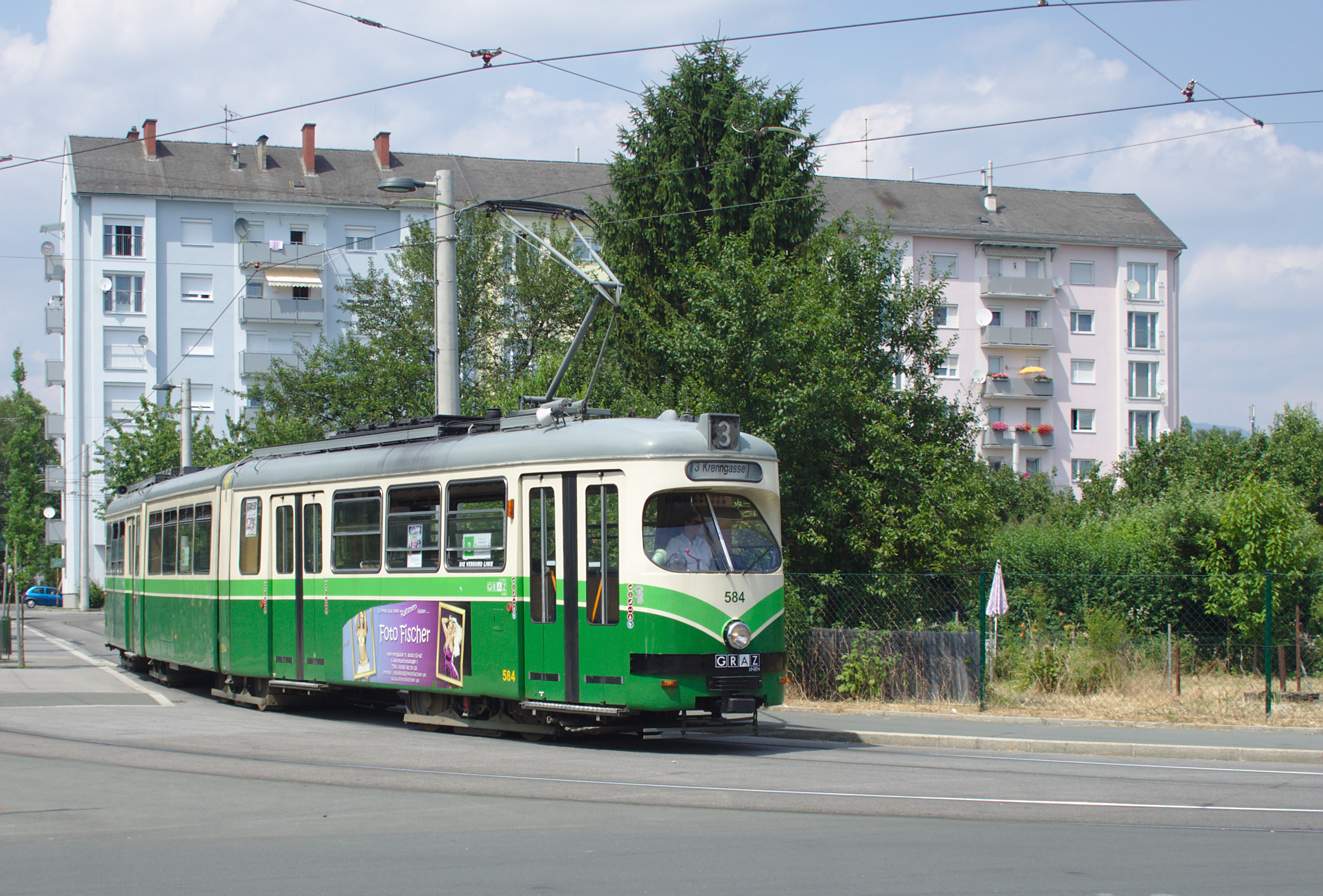
584（2013年撮影）
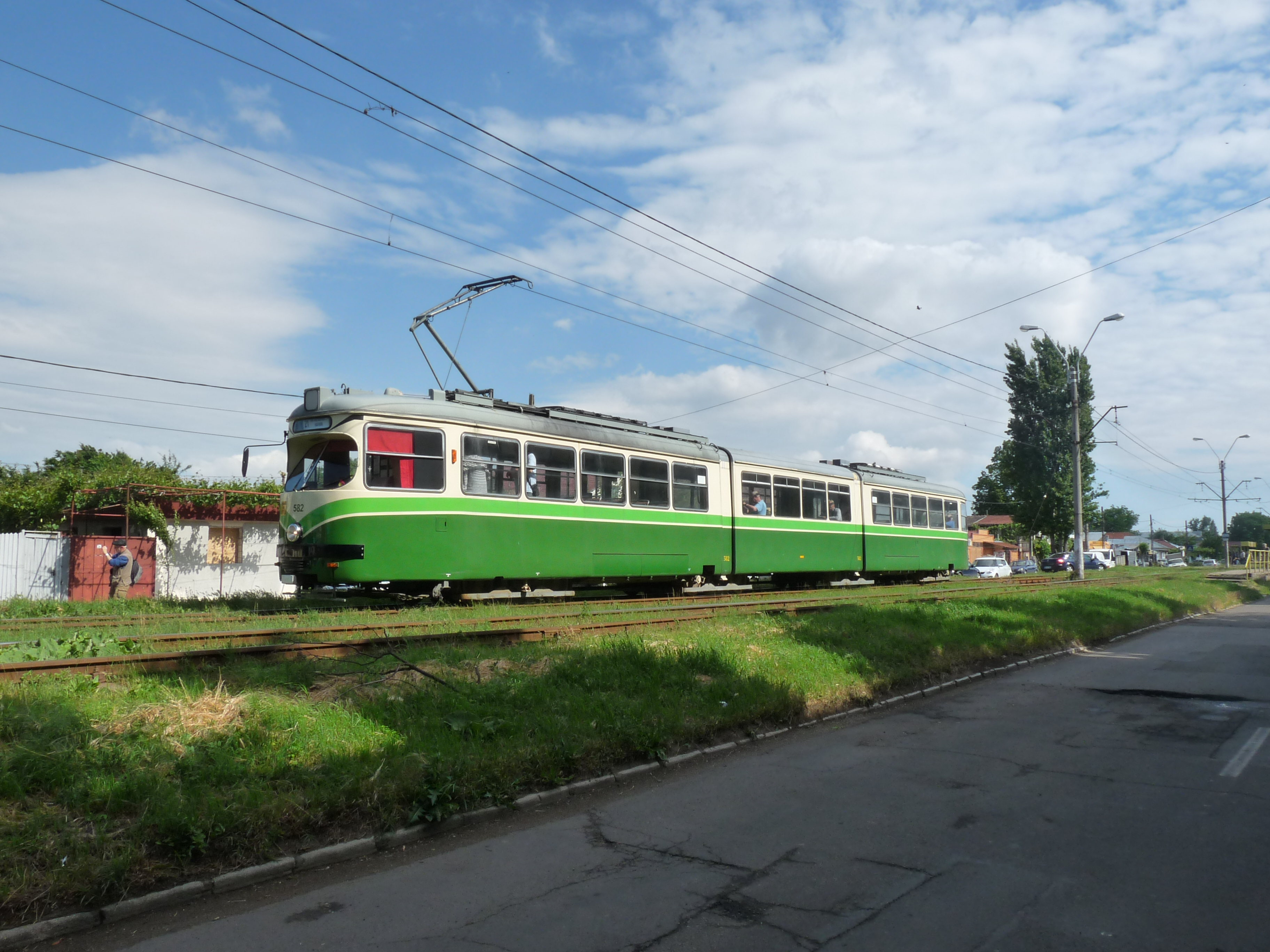
ブライラ市電へ譲渡後の580形（2017年撮影）